# Terra Nova (bateau)
Pour les articles homonymes, voir Terra Nova.
Le Terra Nova (latin de Terre-Neuve) est le navire avec lequel Robert Falcon Scott mena son expédition en Antarctique entre 1910 et 1913. Le navire, construit à Dundee en Écosse en 1884, coula le 13 septembre 1943 au Groenland.

## Histoire
Le navire est idéalement façonné pour les régions polaires. Son premier travail scientifique fut comme navire de secours pour l'expédition Jackson-Harmsworth de 1894-1897 en Arctique. En 1898, il a été acheté par l'armateur Bowring Brothers et navigua sous le commandement d'Arthur Jackman et quelques années plus tard, sous celui du capitaine Abram Kean.
En 1903, il a navigué en compagnie de l'autre ex-baleinier SY Morning pour aider à la libération du pack du RRS Discovery de l'expédition du même nom de Robert Falcon Scott dans le détroit de McMurdo.
En 1909, il a été racheté pour une expédition qui prendra par la suite son nom. Renforcé de la poupe à la proue, avec sept pieds de chêne pour protéger contre la banquise, il quitte l'Angleterre en juin 1910 sous le commandement de Scott.

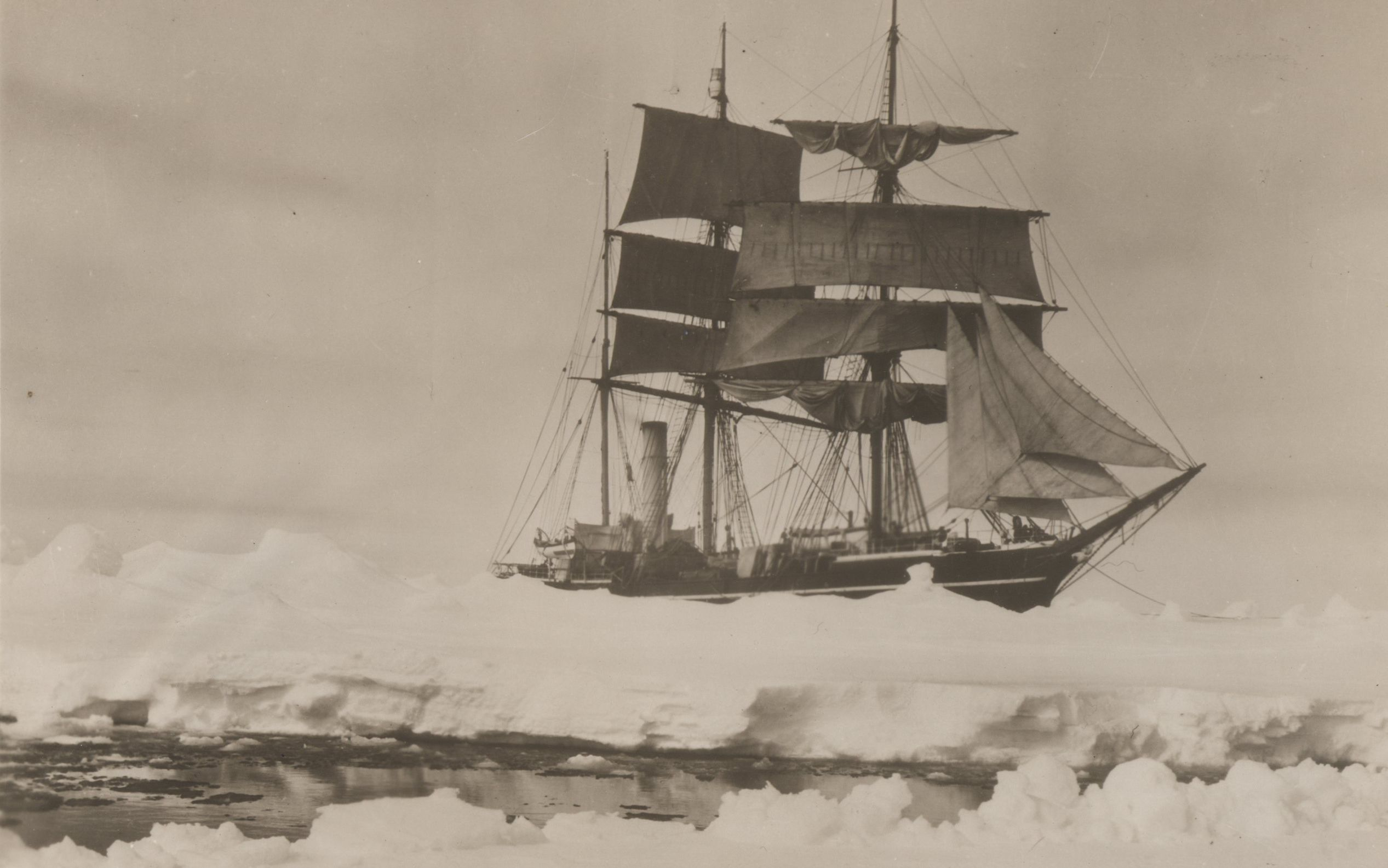
Le Terra Nova en décembre 1910, photographie de Herbert Ponting.

Bien que les vingt-quatre officiers et le personnel scientifique aient fait de précieuses observations en biologie, la géologie, glaciologie, météorologie, géophysique et le long de la côte de la terre Victoria ainsi que sur la barrière de Ross, la dernière expédition de Scott est souvent connue pour celle de sa mort et de quatre de ses compagnons. Après un hivernage au cap Evans, sur l'île de Ross, Scott, Henry Bowers, Edgar Evans, Lawrence Oates, Edward Adrian Wilson sont partis à la conquête du pôle Sud pour être les premiers hommes là-bas. Commençant avec des tracteurs et les poneys mongols, les derniers 800 milles ont dû être couverts grâce à la force des hommes. Atteignant le pôle Sud le 17 janvier 1912, ils ont constaté que l'expédition de Roald Amundsen les avaient précédés de trente-trois jours. Sur le chemin du retour, les cinq hommes vont mourir. Leur matériel a été trouvé lors de l'été suivant.
Au retour de l'Antarctique en 1913, le Terra Nova a été racheté par son ancien propriétaire et a repris le travail dans la pêche à Terre-Neuve, notamment de phoques. Une estimation de sa pêche est de plus de 800 000 peaux de phoque dans l'entière carrière du bateau. En 1918, il a été utilisé par la Dominion Steel and Coal Corporation pour transporter le charbon des mines de charbon à North Sydney à l'île Bell. Il a également assisté à de catastrophe du SS Florizel en février 1918. En 1942, il a été affrété pour procéder à l'approvisionnement des stations au Groenland lorsque le 13 septembre 1943, il a été endommagé par la glace et a coulé au large de la pointe sud-ouest du Groenland. L'équipage a été sauvé par l’USS Atka des US Coast Guards. La figure de proue du Terra Nova, retirée en 1913, fut envoyée au National Museum Cardiff.

## Épave repérée en 2012
L'épave a été repérée en juillet 2012, au cours d’une campagne de relevé des fonds marins avec un nouveau sonar, sur un navire du Schmidt Ocean Institute (Californie, États-Unis), par les chercheurs de l’université du New Hampshire (États-Unis), de l’Ifremer (France) et de l'Institut océanographique de Woods Hole (États-Unis).
Le baleinier qui a sombré, en 1943, au cours de l’un des trajets de ravitaillement des bases du Groenland, après avoir été endommagé par la glace, a été repéré près des côtes sud du Groenland, dans une zone où l'un des membres de l’équipe de découverte savait qu'il avait disparu.